# Gowerita
La gowerita és un mineral de la classe dels borats. Rep el seu nom en honor de Harrison Preston Gower (1890–1967), gerent de la U.S. Borax and Chemical Company, per la seva ajuda en els estudis científics dels dipòsits de borats de Death Valley.

## Característiques
La gowerita és un borat de fórmula química Ca(H₂O)[B₅O₈(OH)][B(OH)₃]·2H₂O. Cristal·litza en el sistema monoclínic. La seva duresa a l'escala de Mohs és 3.
Segons la classificació de Nickel-Strunz, la gowerita pertany a «06.EC - Filopentaborats» juntament amb els següents minerals: biringuccita, nasinita, veatchita, volkovskita, tuzlaïta, heidornita i brianroulstonita.

## Formació i jaciments
Va ser descoberta al Hard Scramble claim, de la localitat de Ryan, al comtat d'Inyo, Califòrnia, Estats Units. També ha estat descrita a altres indrets del mateix estat nord-americà, així com a diverses mines de les localitats de Hotazel i Kuruman, a la província del Cap Septentrional (Sud-àfrica), i a la mina Santa Rosa, a Sijes (Salta, Argentina).